# Hydriastele rostrata
Hydriastele rostrata är en enhjärtbladig växtart som beskrevs av Karl Ewald Maximilian Burret. Hydriastele rostrata ingår i släktet Hydriastele och familjen Arecaceae. Inga underarter finns listade i Catalogue of Life.